# Volo AIRES 8250
Il volo AIRES 8250 era un volo passeggeri di linea nazionale da Bogotà all'isola di San Andrés, in Colombia. Il 16 agosto 2010, di notte e durante una tempesta, un Boeing 737-700 operante su tale tratta si schiantò in fase di avvicinamento all'aeroporto Internazionale Gustavo Rojas Pinilla, sull'isola colombiana di San Andrés, atterrando pesantemente non lontano dalla pista e spezzandosi in tre sezioni. L'incidente provocò la morte di due dei 131 occupanti e il ferimento di tutti gli altri 129 a bordo.

## L'aereo
Il velivolo coinvolto era un Boeing 737-700, marche HK-4682, numero di serie 32416, numero di linea 1270. Volò per la prima volta il 10 gennaio 2003 e venne consegnato a EasyJet nel febbraio dello stesso anno, per poi essere ceduto ad AIRES nel marzo 2010. Era alimentato da 2 motori turboventola CFM56-7B20. Al momento dell'incidente, l'aereo aveva quasi otto anni e aveva accumulato 23 485 ore di volo.

## Passeggeri ed equipaggio

Grafico della mortalità dei passeggeri

Vi furono notizie contraddittorie su quante persone fossero a bordo dell'aereo. Le segnalazioni variavano tra 121 passeggeri e 6 membri d'equipaggio, 131 tra passeggeri ed equipaggio, e almeno 127 persone a bordo. Il giorno dopo l'incidente, la Compagnia rese noto che a bordo si trovavano 131 persone: 125 passeggeri e 6 membri dell'equipaggio.
Un primo rapporto affermava che 114 persone erano rimaste ferite nell'incidente e che dei 99 passeggeri portati all'ospedale Amor de Patria di San Andrés, solo 4 avevano riportato gravi lesioni. Le notizie riportate il giorno successivo si stabilirono su una cifra di 119 persone portate negli ospedali locali, per lo più con lesioni lievi. Tredici sopravvissuti, tra cui 4 con gravi ferite, furono trasportati a Bogotà per le cure.
I primi rapporti indicavano una sola vittima, un'anziana signora morta di infarto. Il conteggio finale fu di 2 vittime. L'autopsia rivelò che una donna di 68 anni aveva sofferto la rottura dell'aorta e del fegato; morì sulla strada verso l'ospedale. La seconda vittima fu una ragazza, che subì un danno cerebrale sostanziale e morì 16 giorni dopo l'incidente.
Un rapporto affermava che l'elenco dei passeggeri includeva 6 statunitensi, 5 messicani, 4 brasiliani, 4 ecuadoriani e 2 tedeschi; il resto era colombiano.

## L'incidente
Il volo 8250 era effettuato dalla Compagnia Aerea Colombiana AIRES, di proprietà privata. L'aereo stava operando un volo da Bogotá verso l'isola colombiana di San Andrés, nei Caraibi. Popolare destinazione turistica, l'isola di San Andrés si trova a circa 190 chilometri ad est della costa nicaraguense.
Il volo decollò dall'aeroporto internazionale El Dorado di Bogotà alle 00:07 ora locale dirigendosi verso l'aeroporto Internazionale Gustavo Rojas Pinilla con 125 passeggeri e 6 membri dell'equipaggio a bordo. Il comandante Wilson Gutierrez, 43 anni, pilotava l'aereo (PF - Pilot Flying) mentre il primo ufficiale Camilo Piñeyros Rodriguez, 25 anni, monitorava gli strumenti (PM - Pilot Monitoring).
L'incidente avvenne poco prima dell'atterraggio a San Andrés, alle 01:49 ora locale dei Caraibi occidentali (UTC-5). Il Boeing 737 si spezzò in tre sezioni.  L'impatto si verificò a circa 80 metri prima dell'inizio della pista, con i rottami sparsi per altri 100 metri. L'aeromobile scivolò lungo la pista, il carrello collassò e un motore si staccò dall'ala. Il muso dell'aeromobile e le prime 8 file di sedili si posarono sulla pista puntando in una direzione diversa rispetto al resto del relitto. I vigili del fuoco dell'aeroporto spensero rapidamente un piccolo incendio che era iniziato su un'ala. A seguito dell'incidente, si mobilitò il Comité Regional de Prevención y Atención de Desastres.

## Le indagini

Il relitto

L'autorità per l'aviazione civile della Colombia, l'Unità Amministrativa Speciale per l'Aviazione Civile e l'Aeronautica Militare Colombiana avviarono un'indagine sull'incidente. L'aeroporto venne chiuso per permettere agli investigatori di esaminare il relitto. La chiusura durò fino alle 06:00 del 17 agosto.
Secondo quanto riferito, l'aereo si è schiantato in pessime condizioni meteorologiche, mentre era segnalata una tempesta nell'area, ma non all'aeroporto. Il rapporto METAR (messaggio di osservazione meteorologica di routine dell'aviazione) al momento dell'incidente indicava che il vento era da est a nord-est a 6 nodi (11 km/h), la visibilità era buona e che la pista era bagnata. L'aereo "atterrò nel mezzo di un'intensa tempesta elettrica" secondo il colonnello Barrero.
I resoconti dei passeggeri il giorno dopo l'incidente descrivevano in dettaglio come l'avvicinamento sembrava procedere normalmente, con gli assistenti di volo che avevano preparato i passeggeri per l'atterraggio, quando l'incidente si verificò improvvisamente. Il pilota non segnalò alcuna emergenza alla torre.
Ci furono segnalazioni contrastanti su ciò che aveva causato l'incidente, suggerendo che l'atterraggio era stato interrotto dopo che l'aereo era stato colpito da una corrente d'aria discendente o da un fulmine. Il pilota riferì che l'aereo era stato appunto colpito da un fulmine. I funzionari si rifiutarono di commentare tali affermazioni, sebbene le indagini successive dimostrarono che non era vero. Nessun aereo ha avuto un incidente causato da un fulmine dal 1971. L'aeroporto non era dotato di apparecchiature come un radar Doppler, utilizzato per rilevare wind shear.
Sia il registratore dei dati di volo che il registratore vocale della cabina di pilotaggio vennero recuperati dal relitto. Sulla base della posizione dei detriti, gli investigatori conclusero che l'aereo si era spezzato all'impatto e non mentre era in volo.
Il National Transportation Safety Board degli Stati Uniti inviò una squadra per aiutare nelle indagini condotte dalla Colombia, in rappresentanza del Paese produttore del velivolo.
Quasi un anno dopo l'incidente, il 15 luglio 2011, il Security Council of Aeronáutica Civil concluse che la causa dell'incidente fu l'esecuzione dell'avvicinamento all'aeroporto al di sotto del corretto sentiero di discesa, a causa di un errore di giudizio dell'equipaggio che credeva di essere molto più alto. Questo è tipico dell'illusione "buco nero", che si manifesta durante un avvicinamento notturno verso un ambiente a basso contrasto circondato da luci intense, aggravato da forti piogge. L'Aeronaútica Civil raccomandò ulteriore addestramento per gli equipaggi. Sebbene l'incidente sia stato causato da un errore umano, il colonnello Carlos Silva, rappresentante dell'Aeronaútica, ricordò che lo scopo dell'indagine non era quello di attribuire la colpa, ma di prevenire incidenti aerei futuri.

## Nella cultura di massa
L'incidente del volo AIRES 8250 è rappresentato del decimo episodio della ventesima stagione del documentario canadese Indagini ad alta quota. L'episodio si intitola "L'isola della morte".